# Bobrová
Bobrová (deutsch Bobrau) ist eine Minderstadt im Okres Žďár nad Sázavou in der Kraj Vysočina (Tschechien). Sie hat eine Fläche von 14,19 km² und  918 Einwohner (Januar 2011).
Bobrová liegt etwa 16 km südöstlich von Žďár nad Sázavou, 40 km von Jihlava und 140 km südöstlich von Prag. Der Ort besteht aus den Ansiedlungen Horní Bobrová (Ober-Bobrau) und Dolní Bobrová (Unter-Bobrau). Der Ort wird von der Bobrůvka durchflossen.

## Gemeindegliederung
Für den Městys Bobrová sind keine Ortsteile ausgewiesen. Grundsiedlungseinheiten sind Dolní Bobrová (Unter-Bobrau) und Horní Bobrová (Ober-Bobrau).
Das Gemeindegebiet gliedert sich in die Katastralbezirke Dolní Bobrová (Unter-Bobrau) und Horní Bobrová (Ober-Bobrau).